# Бернхард II (Верле)
Бернхард II фон Верле (на немски: Bernhard II von Werle; * ок. 1320; † между 16 януари и 13 април 1382) е от 1339 до 1347 г. господар на Верле-Гюстров, от 1347 до 1382 г. господар на Верле-Варен и от 1374 г. също господар на Верле-Голдберг.
Той е вторият син на Йохан II фон Верле († 1337) и съпругата му Матилда († 1344), дъщеря на херцог Хайнрих I фон Брауншвайг-Люнебург. Майка му е по-малка сестра на Аделхайд-Ирене (1293 – 1324), съпруга на византийския император Андроник III Палеолог (1296 – 1341).
Бернхард II управлява от 1339 до 1347 г. заедно с по-големия си брат Николаус III. На 14 юли 1347 г. братята разделят територията. Бернхард II поема господството Верле-Варен, а Николаус III запазва частта Верле-Гюстров.
След смъртта на Йохан IV през 1374 г. Бернхард поема регентството на Верле-Голдберг.

## Фамилия
Бернхард II се жени ок. 1360 г. за Елизабет фон Холщайн-Пльон (* ок. 1339; † 1391/1410), дъщеря на граф Йохан III фон Холщайн-Пльон-Кил (* ок. 1305) и Катарина от Силезия-Глогау (* ок. 1310). Те имат децата: 
- Йохан VI (1360 – 1385), княз на Верле, женен за Агнес фон Верле († 1402)
- Матилда фон Верле (1360 – 1382), омъжена на 26 февруари 1377 г. за херцог Хайнрих III фон Мекленбург-Шверин († 1383)
- Мирислава фон Верле, монахиня